# Diagramme de temps

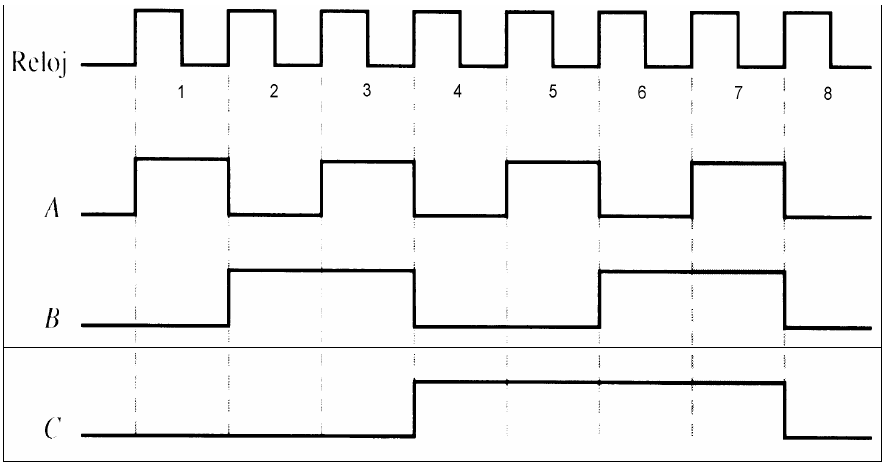

En UML, un diagramme de temps est un type de diagrammes d'interaction dédié aux contraintes temporelles prises en compte dans l'écriture et la structure d'un logiciel.

## Description
Les diagrammes de temps sont utilisés pour expliciter visuellement les divers comportements des objets d'un système au cours d'une période donnée.
Un diagramme de temps est une forme particulière de diagramme de séquence où les axes ont été inversés pour que le temps progresse de gauche à droite et les lignes de vie sont disposées dans des compartiments horizontaux. Sur un diagramme de temps, la ligne de vie permet aussi de présenter les états d'un objet au cours de la période ; un plateau signifiant que l'état de l'objet est inchangé. Les lignes de vies peuvent être annotées avec des intervalles de durées (entre 1 et 6 minutes) ou bien des intervalles de temps (entre 5 h 40 et 6 h 00).
Il y a deux types de diagramme de temps : la notation concise et la notation robuste.